# Rob Woodall
William Robert "Rob" Woodall III, född 11 februari 1970 i Athens i Georgia, är en amerikansk republikansk politiker. Han är ledamot av USA:s representanthus sedan 2011.
Woodall utexaminerades 1992 från Furman University och avlade 1998 juristexamen vid University of Georgia. I mellanårsvalet i USA 2010 besegrade Woodall demokraten Doug Heckman. I primärvalets andra omgång hade Woodall besegrat Jody Hice.